# Capitan Mutanda contro i malefici zombi babbei
Capitan Mutanda contro i malefici zombi babbei (Captain Underpants and the Invasion of the Incredibly Naughty Cafeteria Ladies from Outer Space (and the Subsequent Assault of the Equally Evil Lunchroom Zombie Nerds)) è il terzo capitolo della serie per ragazzi dedicata a Capitan Mutanda, scritta e disegnata da Dav Pilkey.

## Trama
L'ennesimo scherzo di Giorgio e Carlo, a base di aceto e bicarbonato, provoca un'inondazione della loro scuola elementare. Furibonde, le tre cuoche della mensa scolastica si licenziano senza preavviso. Il preside, il signor Grugno, è disperato, ma per una fortunata coincidenza (o quasi) si presentano immediatamente tre signore pesantemente truccate e prive di qualsivoglia referenze a prendere i posti vacanti, e Grugno le assume. Le tre sono in verità Zozzo, Cappio e Giulietta (Zorx, Clax e Jennifer nell'originale), alieni in incognito con la missione di conquistare la Terra. E infatti il primo pasto che servono trasforma tutti gli studenti e docenti in "malefici zombi babbei" (Evil Lunchroom Zombie Nerds in originale). Gli unici a scamparla sono proprio Giorgio, Carlo e il signor Grugno, perché quest'ultimo aveva costretto per punizione i due amici a consumare il loro pranzo in presidenza assieme a lui, anziché nella mensa. Quando Giorgio, Carlo e il signor Grugno affrontano le false signore della mensa, una di queste schiocca un tentacolo (benché non sia fisicamente possibile schioccare un tentacolo, come nota Carlo) e prontamente il signor Grugno si trasforma in Capitan Mutanda.
Giorgio e Carlo riescono a sventare il piano dei malefici invasori grazie all'aiuto dell'eroe Capitan Mutanda e ai poteri di un altro super concentrato alieno: il SUPER SUCCO ULTRA-EXTRA-FORTE.

## Personaggi
Personaggi principali
- Giorgio Giorgis
- Carlo De Carlis
- Signor Grugno/Capitan Mutanda

Antagonisti
- I tre alieni:
  - Zozzo
  - Cappio
  - Giulietta
- Dente di leone gigante e mutante

## Edizioni
- Dav Pilkey, Capitan mutanda contro i malefici zombi babbei, traduzione di Livia Cosi, Piemme Edizioni, 2002,  p. 144, ISBN 978-88-384-7894-9.